# Fontes (Santo António do Funchal)
Fontes é um sítio povoado da freguesia de Santo António do Funchal, concelho do Funchal, Ilha da Madeira.
O nome do sítio deriva possivelmente de algumas fontes ou nascentes que existiam no local aquando da colonização.